# Frančišek Andrioli
Frančišek Andrioli, slovenski rimskokatoliški duhovnik, * 16. april 1792, Ljubljana, † 26. marec 1851, Ljubljana.

## Življenje in delo
Po končani gimnaziji je v Ljubljani študiral teologijo (1810–1814) in bil  17. marca 1815 posvečen v duhovnika. Po posvetitvi je bil do 1826 v Ljubljani brez službe, nato do 1829 vojaški kaplan. Leta 1829 je bil med zavrnjenimi kandidati za bibliotekarsko službo v ljubljanskem liceju, do 1832 brez službe, do 1834 kaznilniški kurat na ljubljanskem gradu, do 1836 kurat v Ložicah pod Vipavo, ter postal 1836 ljubljanski kanonik.